# 奥斯特劳
奥斯特劳（德語：Ostrau）是德国萨克森州的市镇，隶属于中萨克森县。总面积为52.7平方千米，截至2022年12月31日总人口为3,463人。